# إدوارد بيج غاستون
إدوارد بيج غاستون (بالإنجليزية: Edward Page Gaston)‏ هو صحفي أمريكي، ولد في 19 نوفمبر 1868، وتوفي في 1956.